# (3672) Stevedberg
(3672) Stevedberg (1985 QQ) – planetoida z pasa głównego asteroid okrążająca Słońce w ciągu 3,23 lat w średniej odległości 2,18 au Odkrył ją Edward Bowell 22 sierpnia 1985 roku.